# Rachel Margolis
Pour les articles homonymes, voir Margolis.
Rachel Margolis (28 octobre 1921 - 6 juillet 2015), Israélienne d'origine lituanienne, est une survivante de la Shoah, biologiste et historienne de la Shoah,. 

## Enfance et éducation
Margolis est née à Vilnius en Lituanie, en 1921. En 1941, lorsque les nazis occupent la Lituanie, Margolis, née dans une famille juive, est cachée dans une famille chrétienne mais elle décide plutôt d'entrer volontairement dans le ghetto de Vilna en septembre 1942. Elle entre alors dans le mouvement de résistance clandestin du ghetto en rejoignant la Fareynikte Partizaner Organizatsye (Organisation du parti uni), créée la même année par le poète Abba Kovner. Margolis a écrit que « Tout le monde avait hâte de se battre... Notre mission était d'acquérir des armes, de s'occuper des préparatifs militaires, dans le but de provoquer un soulèvement dans le ghetto. Si nous périssions, ce serait avec honneur, après avoir prouvé à l’humanité que nous ne sommes pas des brebis qui vont au massacre avec douceur. ». 
En juin 1943, Heinrich Himmler commande l'extermination du ghetto et les 4 000 résidents juifs sont envoyés dans les camps de la mort pour y être tués ; 4 000 autres sont envoyés dans des camps de travail. Margolis et son futur mari fuient l'extermination et vont se réfugier dans les forêts environnantes. Ils contractent le typhus, mais continuent de travailler avec le mouvement de résistance, rejoignant une nouvelle unité et détruisant les infrastructures allemandes. Margolis est la seule membre de sa famille à avoir survécu à la Shoah,. 

## Après-guerre
Après la guerre, Margolis obtient un doctorat en biologie et enseigne jusqu'à la fin des années 1980. Elle contribue à la création du seul musée sur la Shoah en Lituanie, la Maison verte à Vilnius. Son travail dans la résistance est honoré par le Congrès américain et la Chambre des Lords britannique,. 
Les mémoires de Margolis publiées en 2010, A Partisan of Vilna, relatent la fuite de l'auteur du ghetto de Vilna avec le mouvement de résistance FPO (Organisation des partisans unis) et son temps passé dans les forêts de Lituanie avec les partisans,. 
Dans les années 1990, Margolis découvre et publie le journal perdu de longue date de Kazimierz Sakowicz, un journaliste chrétien polonais qui assista au massacre de Ponoriai près de Vilnius, où des dizaines de milliers de Juifs furent assassinés,. Margolis reconstitue le journal de Sakowicz à partir de fragments de papier trouvés dans des bouteilles de limonade, de textes inscrits sur un calendrier de 1941 et d'autres documents conservés dans des archives qui n'étaient pas accessibles sous le régime soviétique. 
En 2008, des groupes de négationnistes de la Shoah en Lituanie s'en prennent à Margolis et la police demandent son arrestation pour crimes de guerre contre des citoyens lituaniens dans le cadre de son rôle avec la résistance antinazie,. Les journaux lituaniens la qualifie de terroriste et d'assassin. 
Margolis a vécu à Rechovot, en Israël les dernières années de sa vie,,.